# 加斯唐
加斯唐（Garstang）是位於英格蘭蘭開夏郡的一個城鎮和民政教區。2011年，加斯唐民政教區有人口4,268人。整個加斯唐市區有人口6,779人。